# بنك بنغلاديش
بنك بنغلاديش هو البنك المركزي لبنغلاديش وهو عضو في اتحاد المقاصة الآسيوي. ينشط البنك في تطوير السياسة المصرفية الخضراء وسياسة الشمول المالي، وهو عضو مهم في تحالف الشمول المالي. حصلت وحدة الاستخبارات المالية البنغلاديشية، وهي إدارة تابعة لبنك بنغلاديش، على عضوية إيجمونت.
بنك بنغلاديش هو أول بنك مركزي في العالم يقدم خطًا ساخنًا مخصصًا للجمهور العام الذي يشتكي من أي مشكلة متعلقة بالبنوك. علاوة على ذلك، فإن المنظمة هي أول بنك مركزي في العالم يصدر «سياسة مصرفية خضراء». للاعتراف بهذه المساهمة، حصل المحافظ آنذاك الدكتور أتيور الرحمن على لقب «الحاكم الأخضر» في مؤتمر الأمم المتحدة لتغير المناخ لعام 2012، الذي عقد في مركز قطر الوطني للمؤتمرات في الدوحة. ولكن بعد وفاة الآن على ملاحظته أدت على العضو المنتدب لبنك بنغلاديش.